# Conan Gray

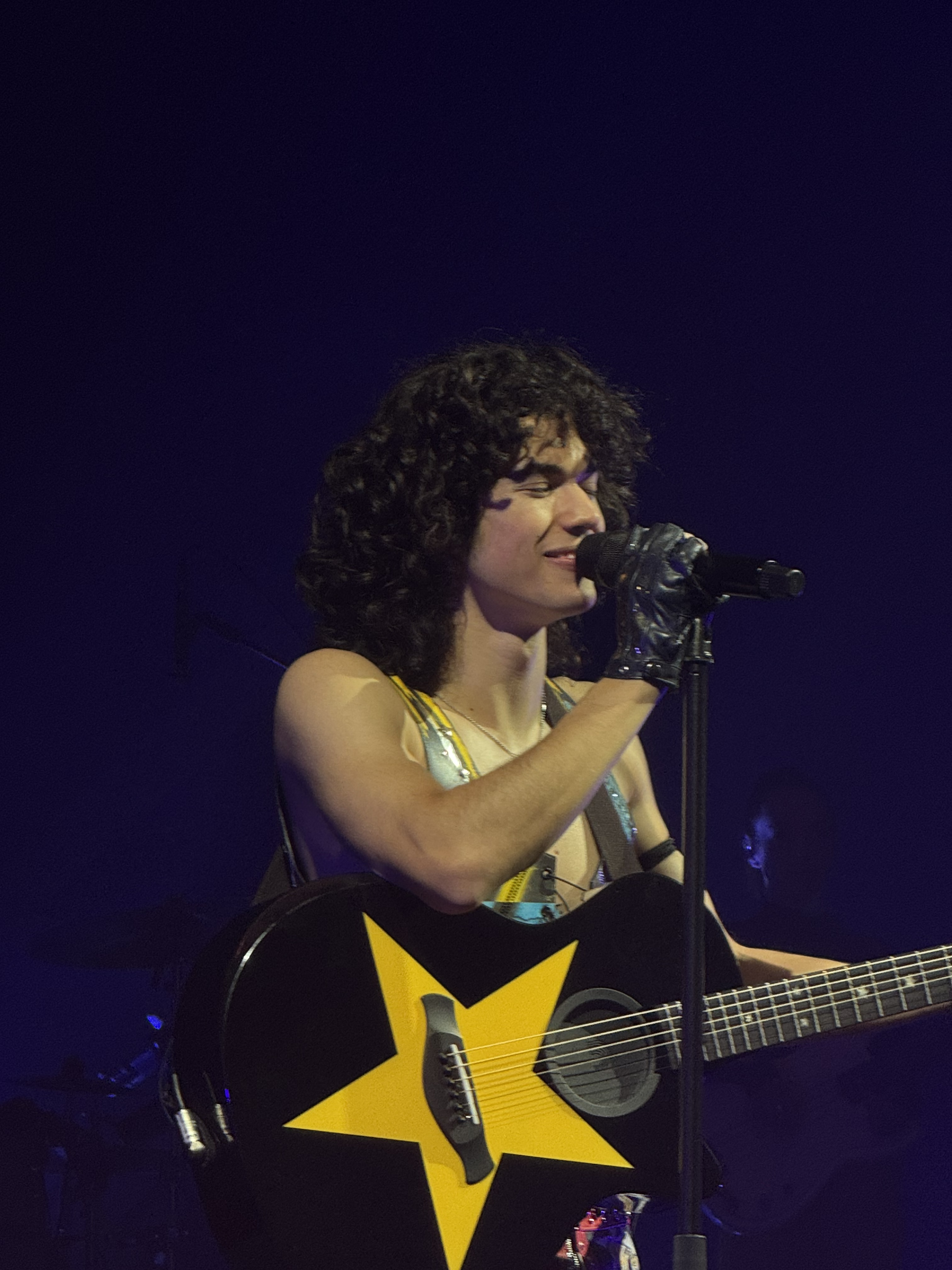
Conan Gray (2024)

Conan Gray (* 5. Dezember 1998 in Lemon Grove, Kalifornien) ist ein US-amerikanischer Videoblogger und Sänger. Mit seinem Debütalbum Kid Krow kam er 2020 auf Anhieb in die Top 5 der US-Charts.

## Biografie
Conan Gray hat irische und japanische Wurzeln und verbrachte einen Teil seiner Kindheit in Hiroshima. Nach der Scheidung seiner Eltern zog er mit seiner Mutter nach Texas. Mit 15 Jahren startete er einen YouTube-Kanal, auf dem er persönliche Videos über sein Leben, über sein Hobby Kunst und Coversongs veröffentlichte. Mit der Zeit baute er sich eine große Anhängerschaft auf. 2015 ging er nach Los Angeles und schrieb sich an der University of California ein. Online veröffentlichte er eine Reihe eigener Songs, bei denen er sich mit Gitarre oder Ukulele begleitet. Später mischte er seine Songs auch mit Dance- und Electronic-Elementen ab.
Seine ersten offiziellen Singles veröffentlichte er 2017 und im Jahr darauf erschien zum Jahresende seine erste EP Sunset Season, mit der er auf Anhieb eine Platzierung in den US-Albumcharts erreichte. 2019 hatte er den Singlehit Maniac, der zwar die US-Singlecharts knapp verfehlte, aber mit Gold ausgezeichnet wurde und unter anderem in Australien in die Charts kam. Sein Debütalbum Kid Krow erschien im März 2020 und erreichte Platz 5 der US-Charts und weitere internationale Platzierungen, wie Nummer 30 in den britischen Charts. Mit dem Albumsong Heather hatte er seinen ersten größeren internationalen Charthit.
Im Mai 2025 gab er über Instagram bekannt, dass sein viertes Album Wishbone am 15. August 2025 erscheinen werde. Das Album wurde von Dan Nigro produziert. Am 30. Mai 2025 erschien bereits This Song, das zweite Lied des Albums, zeitgleich mit einem Musikvideo, in dem Conan Gray zusammen mit Corey Fogelmanis zu sehen ist.

## Diskografie
Alben
- 2020: Kid Krow
- 2022: Superache
- 2024: Found Heaven
- 2025: Wishbone

EPs
- 2018: Sunset Season

Singles
- 2017: Idle Town
- 2017: Grow
- 2018: Generation Why
- 2018: Crush Culture
- 2019: The Other Side
- 2019: The King
- 2019: Checkmate
- 2019: Comfort Crowd (US: Gold)
- 2019: Maniac (UK: Gold, US: ×3Dreifachplatin )
- 2020: The Story (US: Gold)
- 2020: Wish You Were Sober (US: Gold)
- 2020: Heather (#12 der deutschen Single-Trend-Charts am 25. September 2020[4])
- 2021: Overdrive
- 2021: Astronomy
- 2021: People Watching (UK: Silber)
- 2021: Telepath
- 2022: Memories (UK: Silber)
- 2022: Yours
- 2023: Never Ending Song
- 2023: Winner
- 2023: Killing Me
- 2024: Alley Rose
- 2024: Holidays
- 2025: This Song
- 2025: Vodka Cranberry

## Auszeichnungen für Musikverkäufe
| Silberne Schallplatte - Vereinigtes Königreich - 2025: für das Lied Family Line - 2025: für das Lied The Cut That Always Bleeds Goldene Schallplatte - Australien - 2023: für die Single Crush Culture - 2023: für die Single Wish You Were Sober - 2024: für die Single Astronomy - 2024: für das Lied Lookalike - 2024: für das Lied The Cut That Always Bleeds - 2025: für die Single Overdrive - 2025: für das Lied The Exit - 2025: für das Album Superache - Brasilien - 2024: für die Single Crush Culture - 2024: für die Single The Story - 2024: für die Single Overdrive - 2024: für die Single People Watching - 2024: für die Single Comfort Crowd - 2024: für die Single Generation Why - 2024: für das Lied Lookalike - 2024: für die Single Memories - 2024: für die Single Astronomy - Dänemark - 2022: für die Single Heather - 2023: für das Album Kid Krow - Griechenland - 2021: für die Single Heather - Italien - 2021: für die Single Heather - Kanada - 2023: für die Single The Story - 2024: für das Album Superache - 2024: für das Lied Family Line - Malaysia - 2020: für die Single Maniac - Neuseeland - 2024: für das Album Superache - Philippinen - 2023: für das Album Superache - Polen - 2023: für die Single Memories - 2023: für das Album Superache - 2024: für die Single Never Ending Song - 2024: für das Lied Family Line - Portugal - 2021: für die Single Maniac - Schweden - 2021: für die Single Heather - Singapur - 2021: für das Album Kid Krow - Spanien - 2024: für die Single Maniac - Vereinigte Staaten - 2025: für das Lied The Cut That Always Bleeds - Zentralamerika - 2021: für die Single Heather | Platin-Schallplatte - Australien - 2024: für die Single Memories - 2024: für die Single People Watching - 2025: für das Lied Family Line - Brasilien - 2024: für die Single Wish You Were Sober - Frankreich - 2025: für die Single Heather - Kanada - 2023: für das Album Kid Krow - 2023: für die Single Memories - 2023: für die Single People Watching - 2024: für die Single Astronomy - Mexiko - 2021: für das Album Kid Krow - Neuseeland - 2023: für das Album Kid Krow - Philippinen - 2023: für das Album Kid Krow - Polen - 2021: für die Single Maniac - 2024: für das Album Kid Krow - Spanien - 2023: für die Single Heather - Südkorea - 2023: für das Streaming Maniac 2× Platin-Schallplatte - Brasilien - 2025: für das Album Kid Krow - Polen - 2021: für die Single Heather - Portugal - 2022: für die Single Heather 3× Platin-Schallplatte - Kanada - 2024: für die Single Maniac 4× Platin-Schallplatte - Australien - 2024: für die Single Maniac - 2024: für die Single Heather 5× Platin-Schallplatte - Kanada - 2025: für die Single Heather Diamantene Schallplatte - Brasilien - 2024: für die Single Maniac 3× Diamantene Schallplatte - Brasilien - 2024: für die Single Heather |

Anmerkung: Auszeichnungen in Ländern aus den Charttabellen bzw. Chartboxen sind in ebendiesen zu finden.
| Land/RegionAuszeichnungen für Musikverkäufe (Land/Region, Auszeichnungen, Verkäufe, Quellen) | Silber     | Gold       | Platin       | Diamant     | Verkäufe   | Quellen              |
| -------------------------------------------------------------------------------------------- | ---------- | ---------- | ------------ | ----------- | ---------- | -------------------- |
| Australien (ARIA)                                                                            | —          | 8× Gold8   | 11× Platin11 | —           | 1.050.000  | aria.com.au          |
| Brasilien (PMB)                                                                              | —          | 9× Gold9   | 3× Platin3   | 4× Diamant4 | 940.000    | pro-musicabr.org.br  |
| Dänemark (IFPI)                                                                              | —          | 2× Gold2   | —            | —           | 55.000     | ifpi.dk              |
| Frankreich (SNEP)                                                                            | —          | —          | Platin1      | —           | 200.000    | snepmusique.com      |
| Griechenland (IFPI)                                                                          | —          | Gold1      | —            | —           | 10.000     | Einzelnachweise      |
| Italien (FIMI)                                                                               | —          | Gold1      | —            | —           | 35.000     | fimi.it              |
| Kanada (MC)                                                                                  | —          | 3× Gold3   | 12× Platin12 | —           | 1.080.000  | musiccanada.com      |
| Malaysia (RIM)                                                                               | —          | Gold1      | —            | —           | 100.000    | Einzelnachweise      |
| Mexiko (AMPROFON)                                                                            | —          | —          | Platin1      | —           | 60.000     | amprofon.com.mx      |
| Neuseeland (RMNZ)                                                                            | —          | Gold1      | Platin1      | —           | 22.500     | radioscope.co.nz     |
| Philippinen (PARI)                                                                           | —          | Gold1      | Platin1      | —           | 22.500     | Einzelnachweise      |
| Polen (ZPAV)                                                                                 | —          | 4× Gold4   | 4× Platin4   | —           | 255.000    | olis.pl              |
| Portugal (AFP)                                                                               | —          | Gold1      | 2× Platin2   | —           | 25.000     | Einzelnachweise      |
| Schweden (IFPI)                                                                              | —          | Gold1      | —            | —           | 40.000     | sverigetopplistan.se |
| Singapur (RIAS)                                                                              | —          | Gold1      | —            | —           | 5.000      | rias.org.sg          |
| Spanien (Promusicae)                                                                         | —          | Gold1      | Platin1      | —           | 90.000     | elportaldemusica.es  |
| Südkorea (KMCA)                                                                              | —          | —          | Platin1      | —           | —          | circlechart.kr       |
| Vereinigte Staaten (RIAA)                                                                    | —          | 4× Gold4   | 8× Platin8   | —           | 10.000.000 | riaa.com             |
| Vereinigtes Königreich (BPI)                                                                 | 4× Silber4 | 3× Gold3   | Platin1      | —           | 2.000.000  | bpi.co.uk            |
| Zentralamerika (CFC)                                                                         | —          | Gold1      | —            | —           | 35.000     | cfc-musica.com       |
| Insgesamt                                                                                    | 4× Silber4 | 43× Gold43 | 47× Platin47 | 4× Diamant4 |            |                      |